# Gregorio de San Juan
Gregorio de San Juan fue un cacique nahua activo a fines del siglo XVI y principios del siglo XVII quien escribió un testimonio que trata sobre el sistema de encomiendas instauradas durante el Virreinato en México en el siglo XVI.
El sistema de encomiendas fue uno de los factores más importantes en el proceso de colonización. En el testamento escrito por Gregorio de San Juan se describe cómo las encomiendas ayudaban a que los gobernantes prehispánicos de México conservaran ciertas facultades gubernamentales y administrativas. Por medio de estas encomiendas, Gregorio de San Juan pudo acumular una fortuna y bienes materiales.
A finales del siglo XVI las leyes de trabajo cambiaron, dejando atrás el sistema de encomiendas y tomando el salario como nuevo agente.